# Dausa
För andra betydelser, se Dausa (olika betydelser).
Dausa är en stad i norra Indien, och är belägen i delstaten Rajasthan. Den är administrativ huvudort för distriktet Dausa och hade cirka 85 000 invånare vid folkräkningen 2011. 